# Augusto Sartori

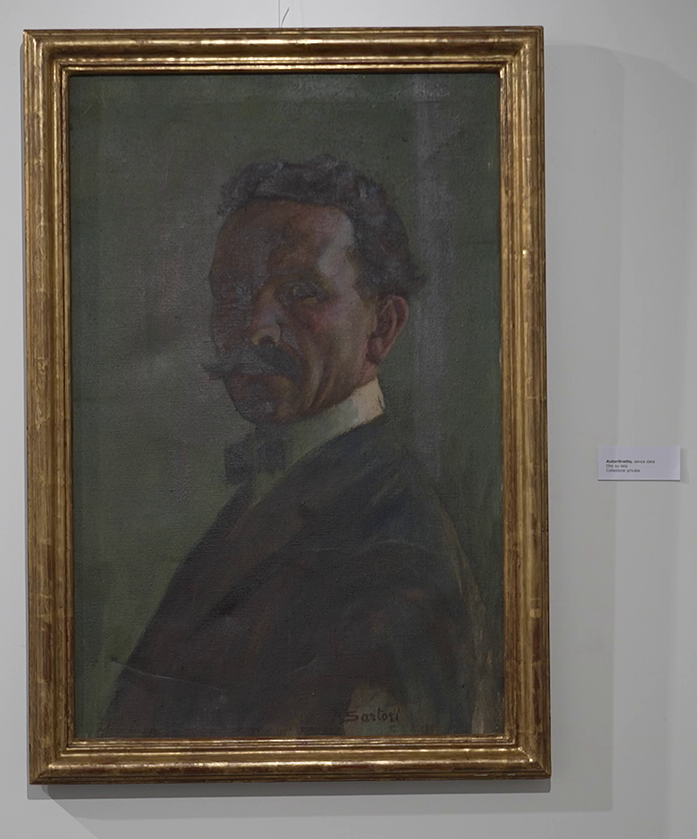
Autoritratto. Augusto Sartori.

Augusto Sartori (Giubiasco, 14 maggio 1880 – Bellinzona, 2 marzo 1957) è stato un pittore e insegnante svizzero.

## Biografia
Arturo Sartori segue, dal 1893 al 1894, i corsi della Scuola serale di disegno di Bellinzona (Ticino, Svizzera) diretta da Carlo Carmine . Nel 1895 prosegue la sua formazione all’Accademia di Brera a Milano, dove è allievo di Giuseppe Mentessi e Cesare Tallone. Si diploma nel 1902 ottenendo la medaglia d'argento. Dopo un breve soggiorno a Milano torna a Giubiasco dove installa il proprio studio. Parallelamente svolge l’attività di insegnante di disegno, fino all’inizio della prima guerra mondiale alla Scuola di disegno di Locarno, quindi, dal 1914 fino al 1950, alla Scuola tecnica ginnasiale di Bellinzona.
Celibe per tutta la vita, condusse un’esistenza semplice e riservata.

## Stile pittorico
L'opera di Sartori comprende quadri di contenuto mistico-simbolico, paesaggi, ritratti e autoritratti.
A partire dagli anni 1910 l’artista elabora il suo stile personale, sviluppando una pittura di delicata trattazione, caratterizzata dalla pacatezza e opacità delle gradazioni pittoriche, dalla predilezione per la gamma dei viola, dei blu e dei grigi, e da un’intensa, ma composta espressività dei volti e delle mani. Le opere degli anni 1910, di ascendenza tardosimbolista, legate alla pittura di Gaetano Previati, traducono un’atmosfera pittorica pregna di mistico lirismo. Le sue figure frontali sono colte in momenti di riflessione o di attesa, quasi in contemplazione.
A partire dalla seconda metà degli anni 1920, Sartori sostituisce gli stilemi liberty con elementi architetturali spogli, che presentano richiami alla coeva pittura del Novecento italiano. Nei paesaggi, il cui soggetto privilegiato è costituito dai luoghi natii dell’artista. Le tematiche locali il paesaggio bellinzonese, la sorella Marianna, i bambini del paese vengono interpretate e quasi trasfigurate in chiave simbolista.

## Esposizioni
Dal 1904 prende parte regolarmente ad esposizioni collettive sia in Svizzera che all’estero: si segnala, fra l’altro, la sua presenza alle Biennali di Venezia del 1920, 1922 e 1924. Nel 1919 esibisce le sue opere in una mostra personale alla galleria Moos di Ginevra, nel 1933 al Palazzo civico di Bellinzona.
Mostre personali postume:
- 1958: mostra al Palazzo delle Isole di Brissago
- 1977: mostra al Palazzo scolastico di Giubiasco e al Centro internazionale d’arte di Stabio
- 1980: mostra a Gerra Gambarogno
- 1987 e 2007: mostra al Museo Civico Villa dei Cedri a Bellinzona
- maggio 2025: "Augusto Sartori. Volti e Visioni", esposizione presso lo Spazio polivalente Arte e Valori di Giubiasco

## Opere
- 1903: Sartori esegue il disegno per la medaglia commemorativa del centenario dell’Indipendenza ticinese.
- 1924: Sartori viene commissionato per eseguire i cartoni per quattro vetrate del Palazzo civico di Bellinzona

## Omaggio

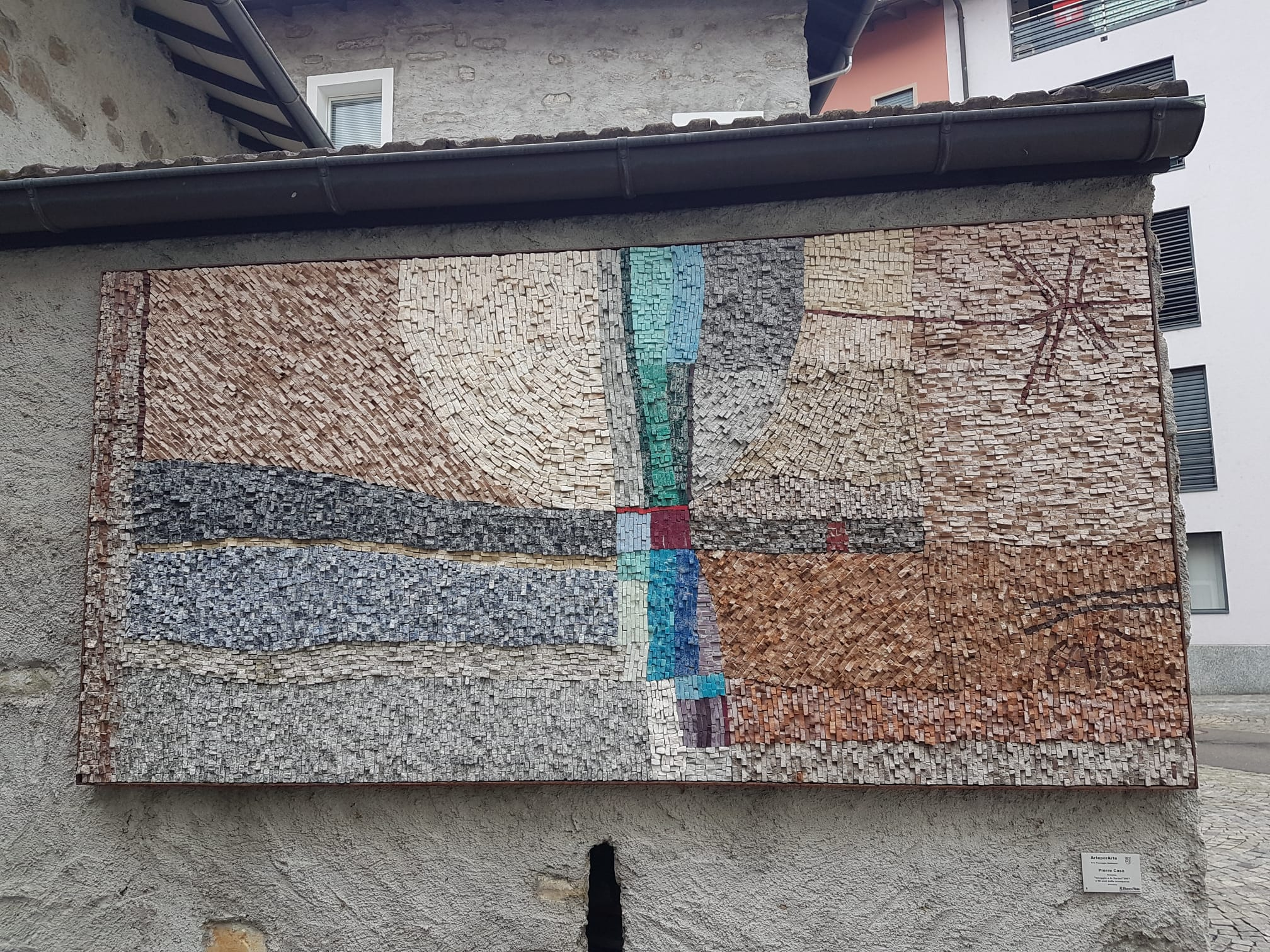
Scultura. Opera di Pierre Casè. Titolo "Omaggio a A. Sartori". 2007. Esposizione all'aperto ArteperArte, Arte Paesaggio Giubiasco, a Giubiasco/Bellinzona

- "Omaggio a A. Sartori" (2007). Opera di Pierre Casè. Esposizione all'aperto ArteperArte, Arte Paesaggio Giubiasco. Bellinzona.

## Galleria d'immagini

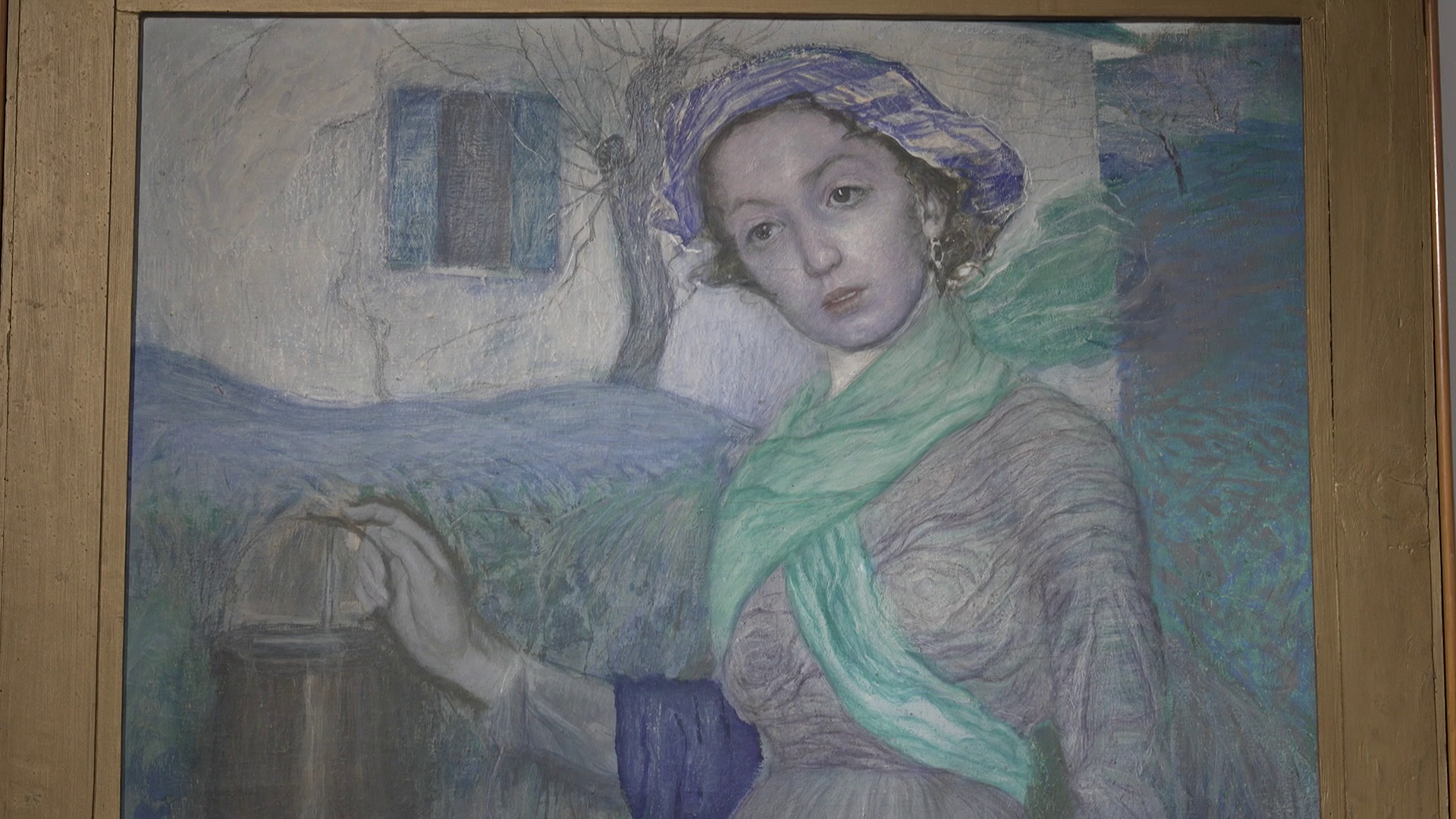
Giovane alla fonte.
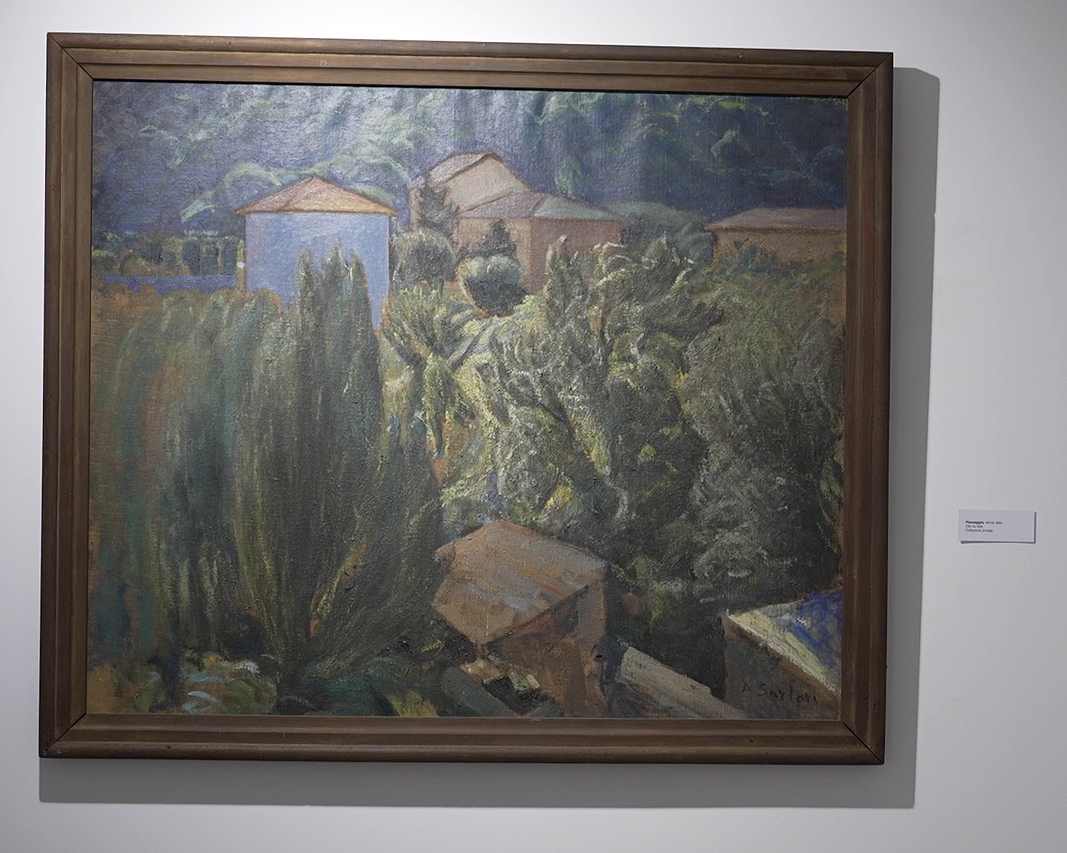
Paesaggio
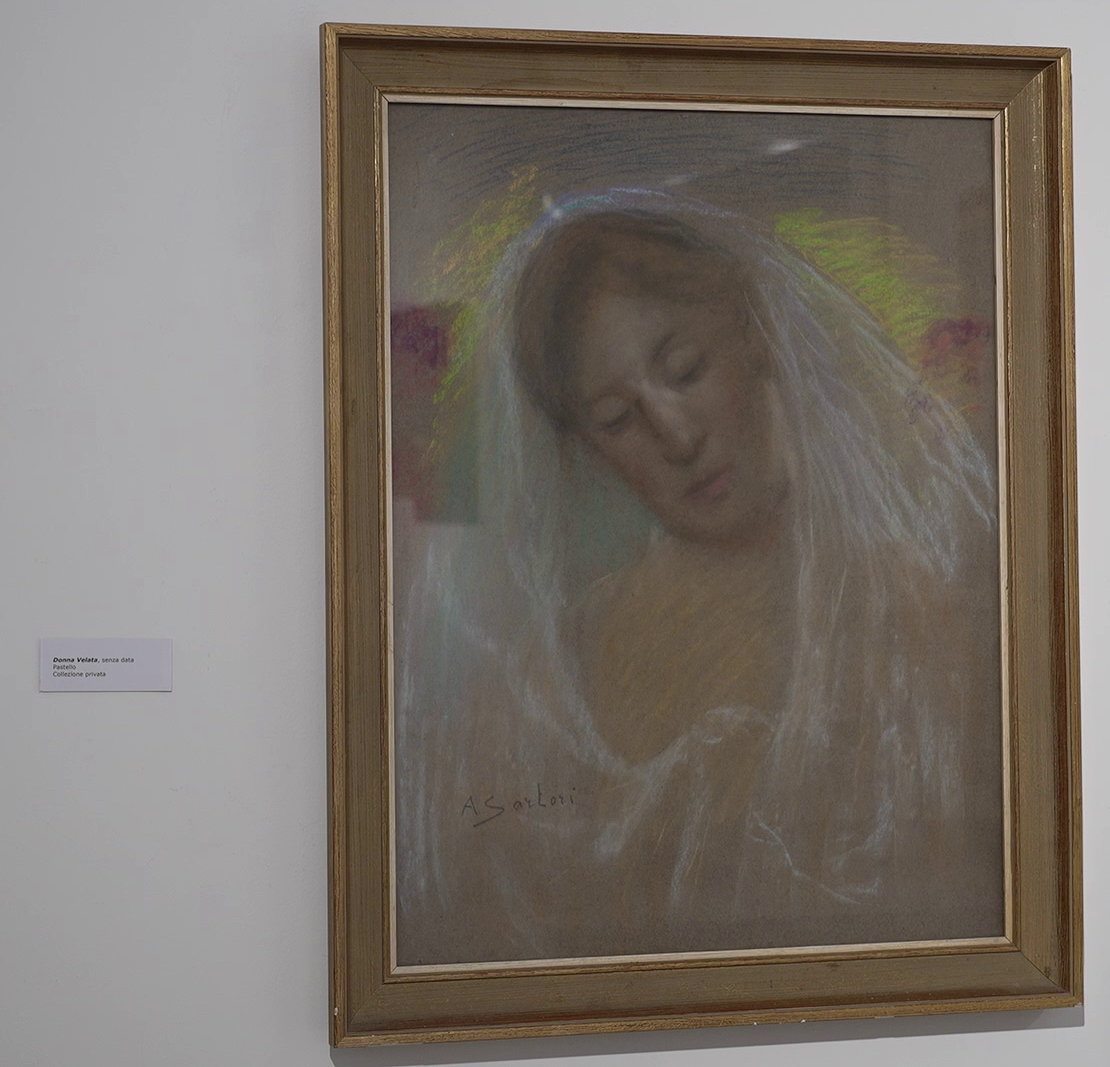
Donna velata
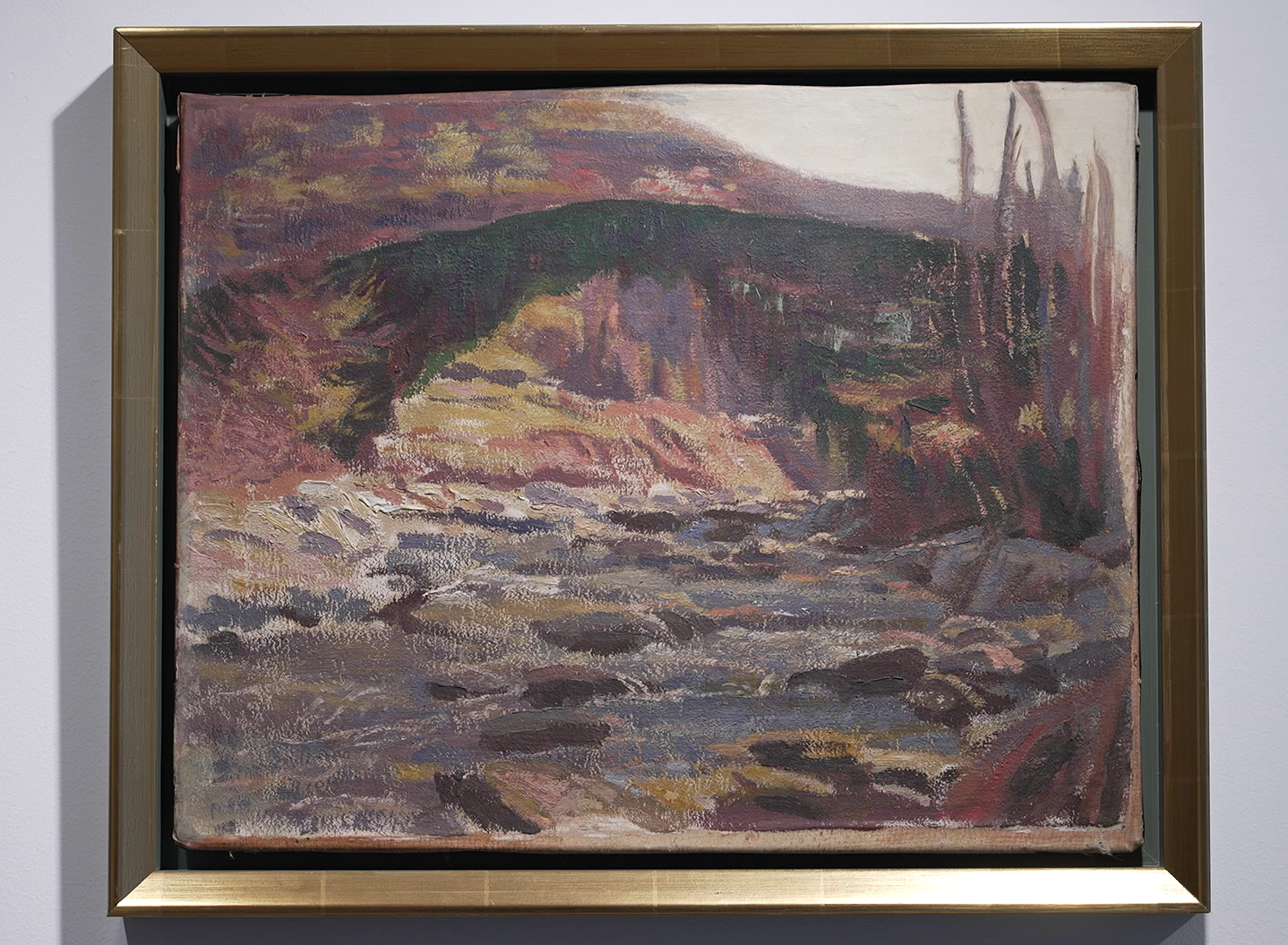
Paesaggio
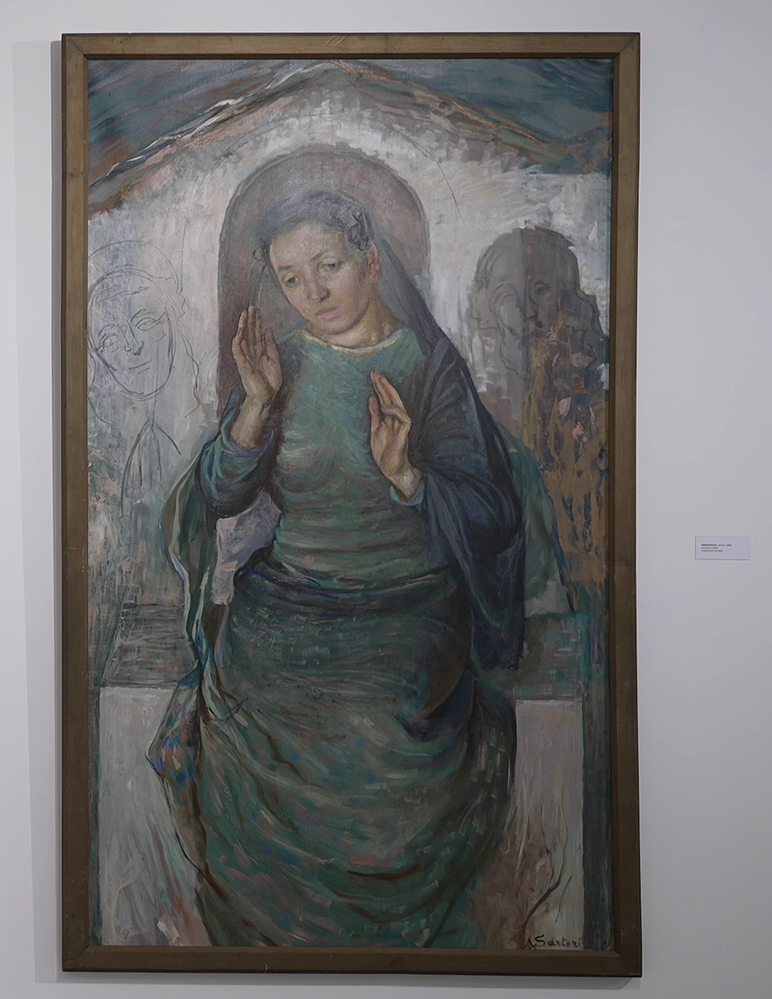
Adorazione
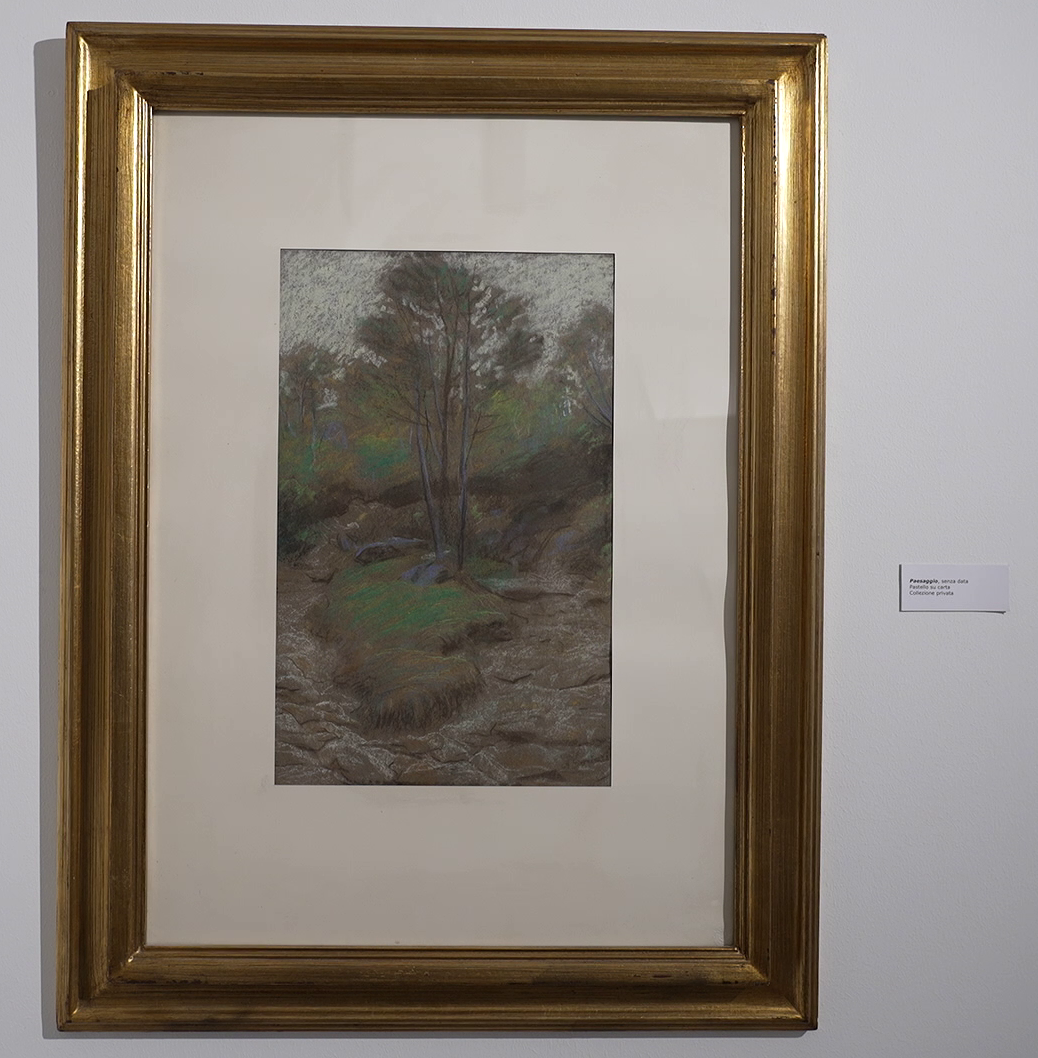
Paesaggio
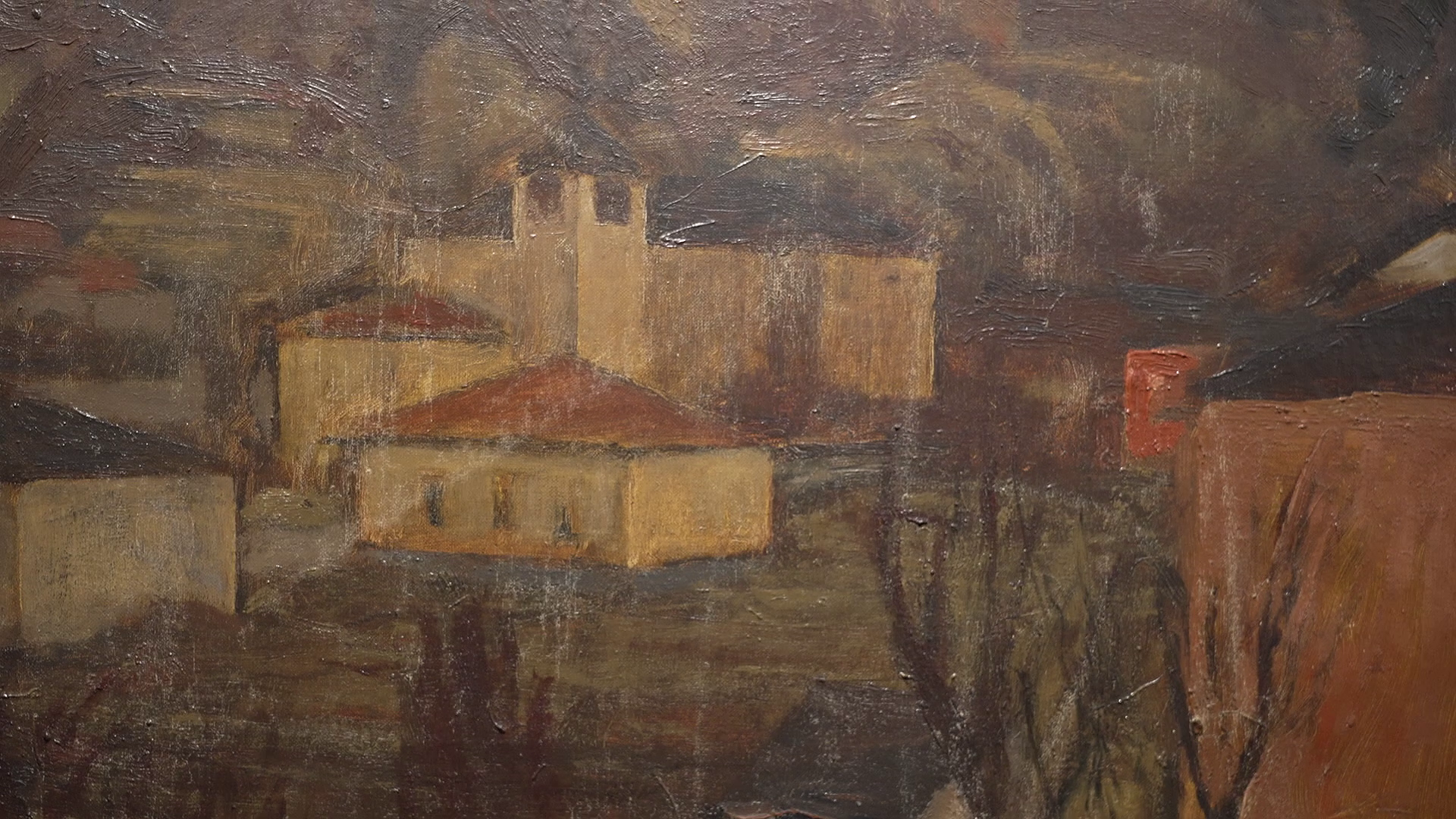
Paesaggio (dettaglio)
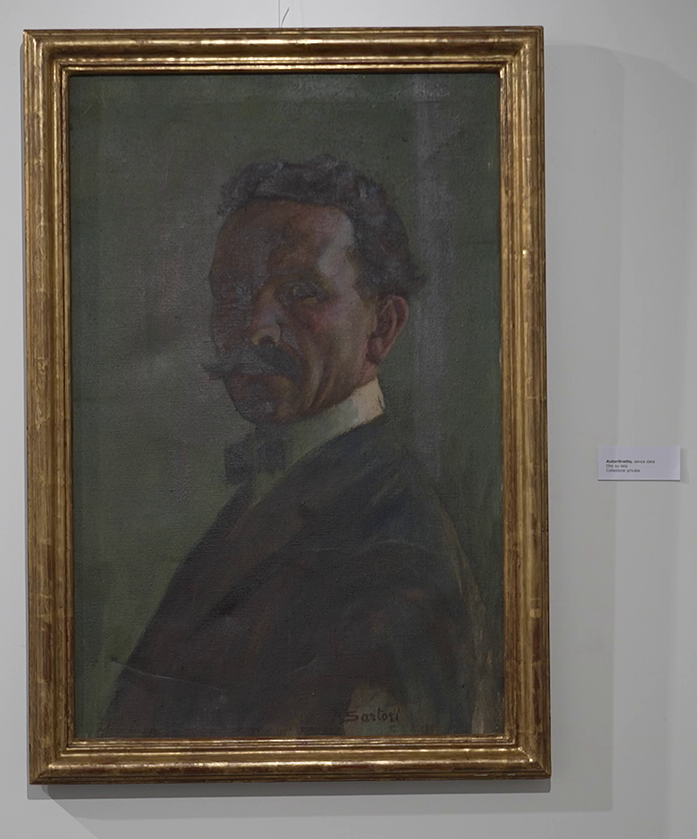
Autoritratto
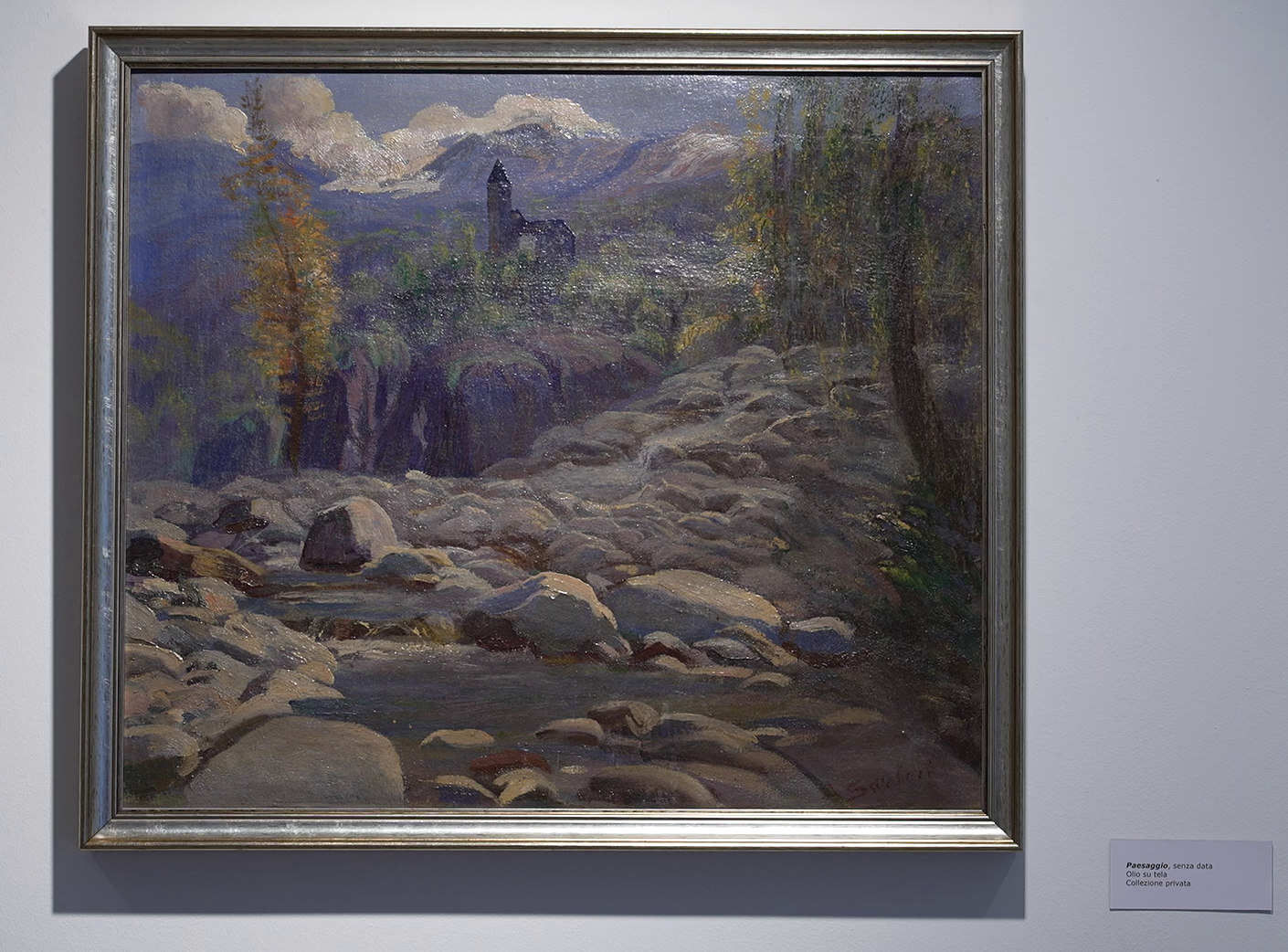
Paesaggio
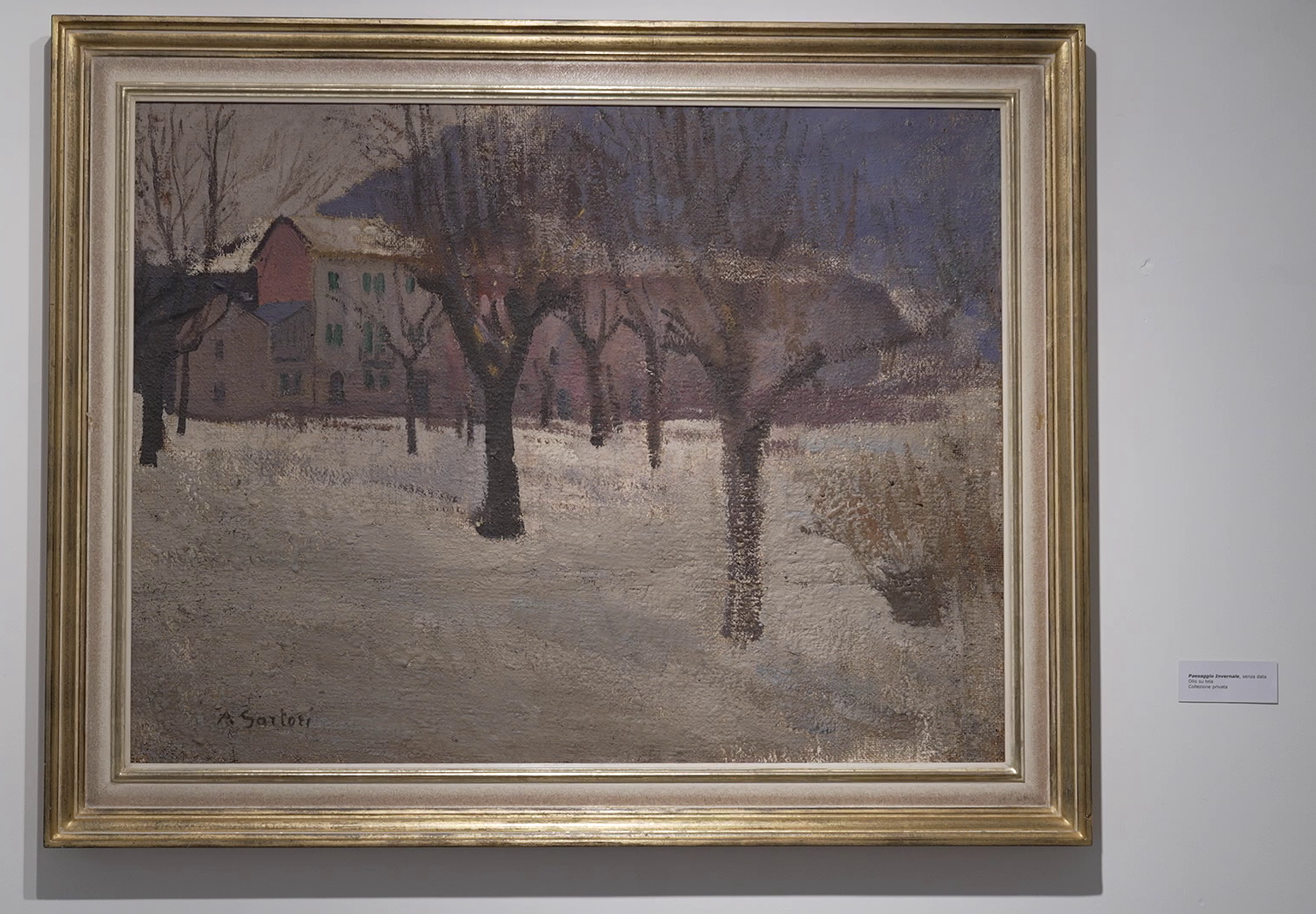
Paesaggio invernale
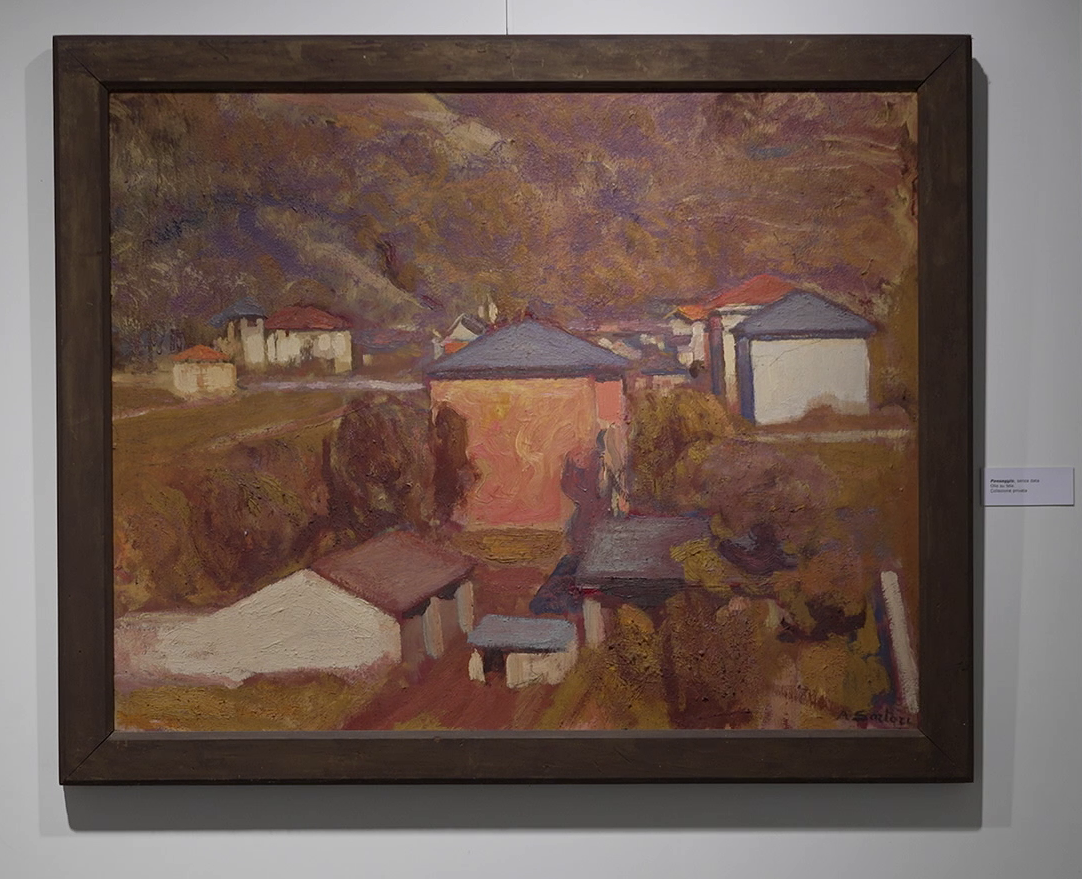
Paesaggio
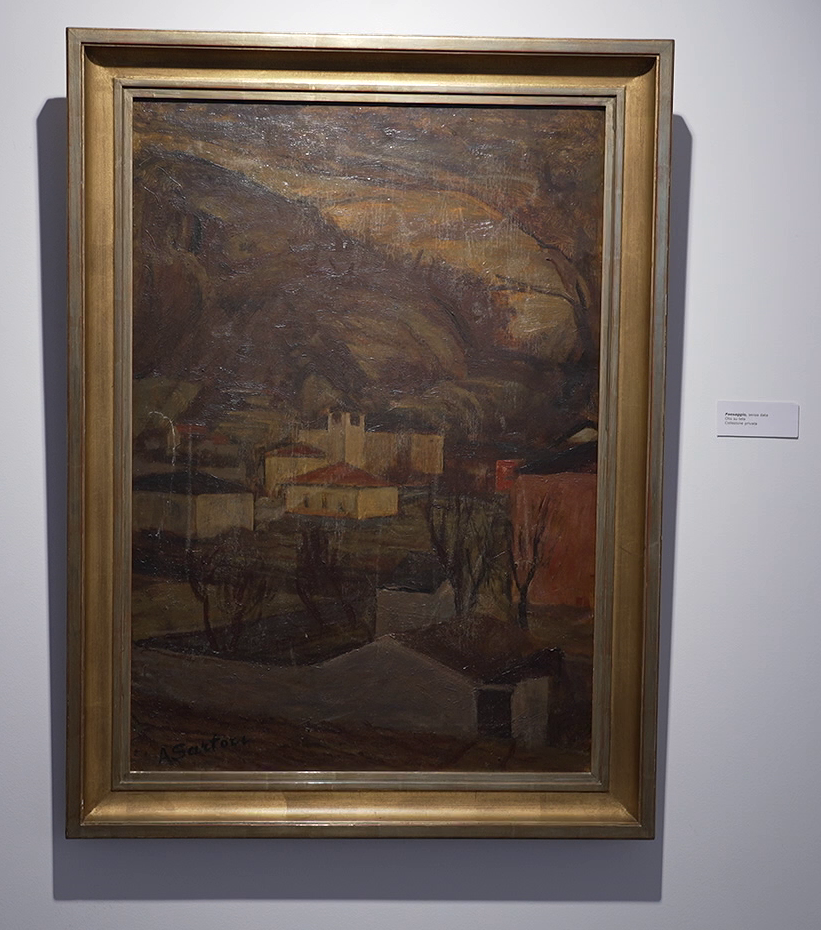
Paesaggio
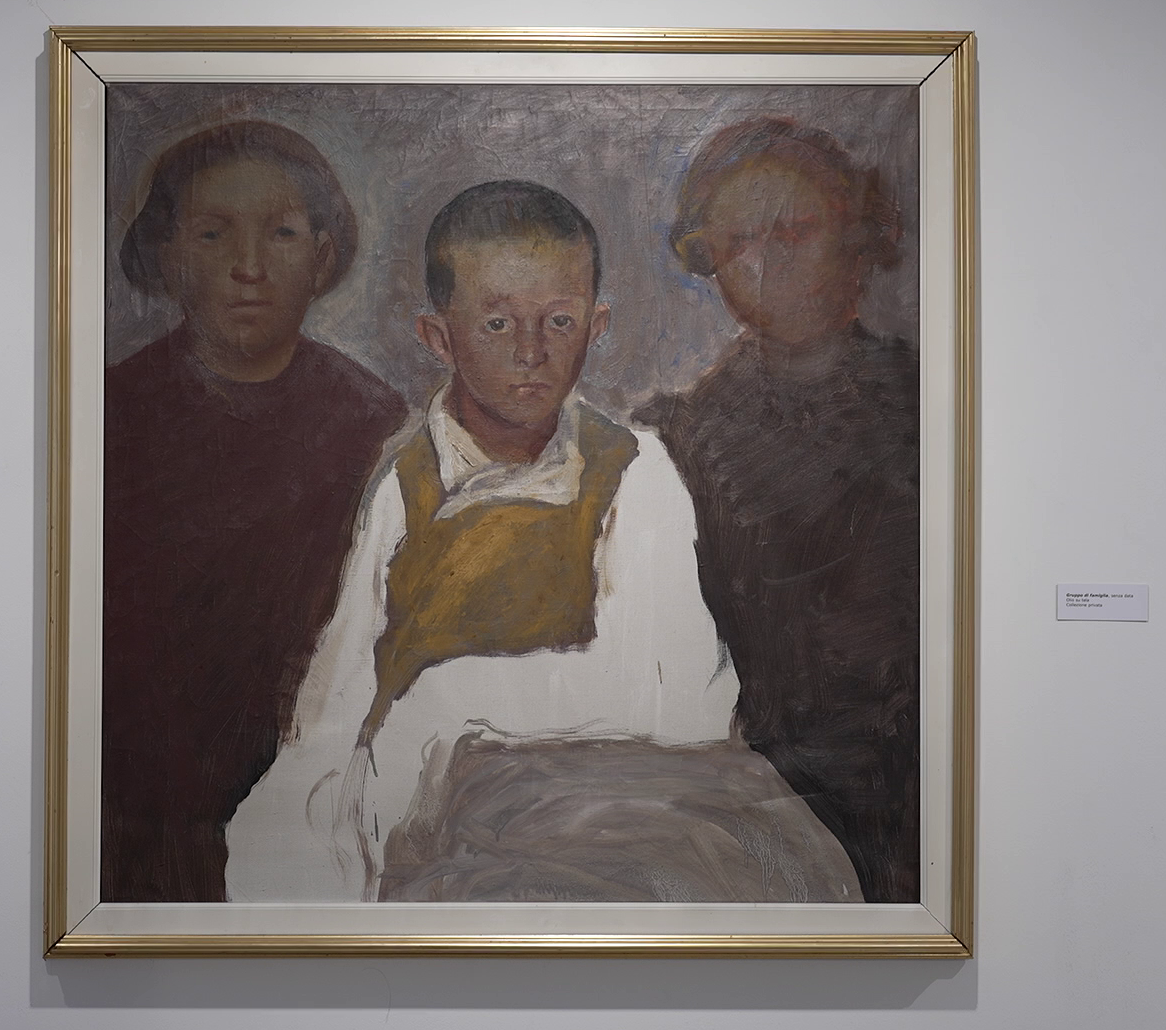
Gruppo di famiglia
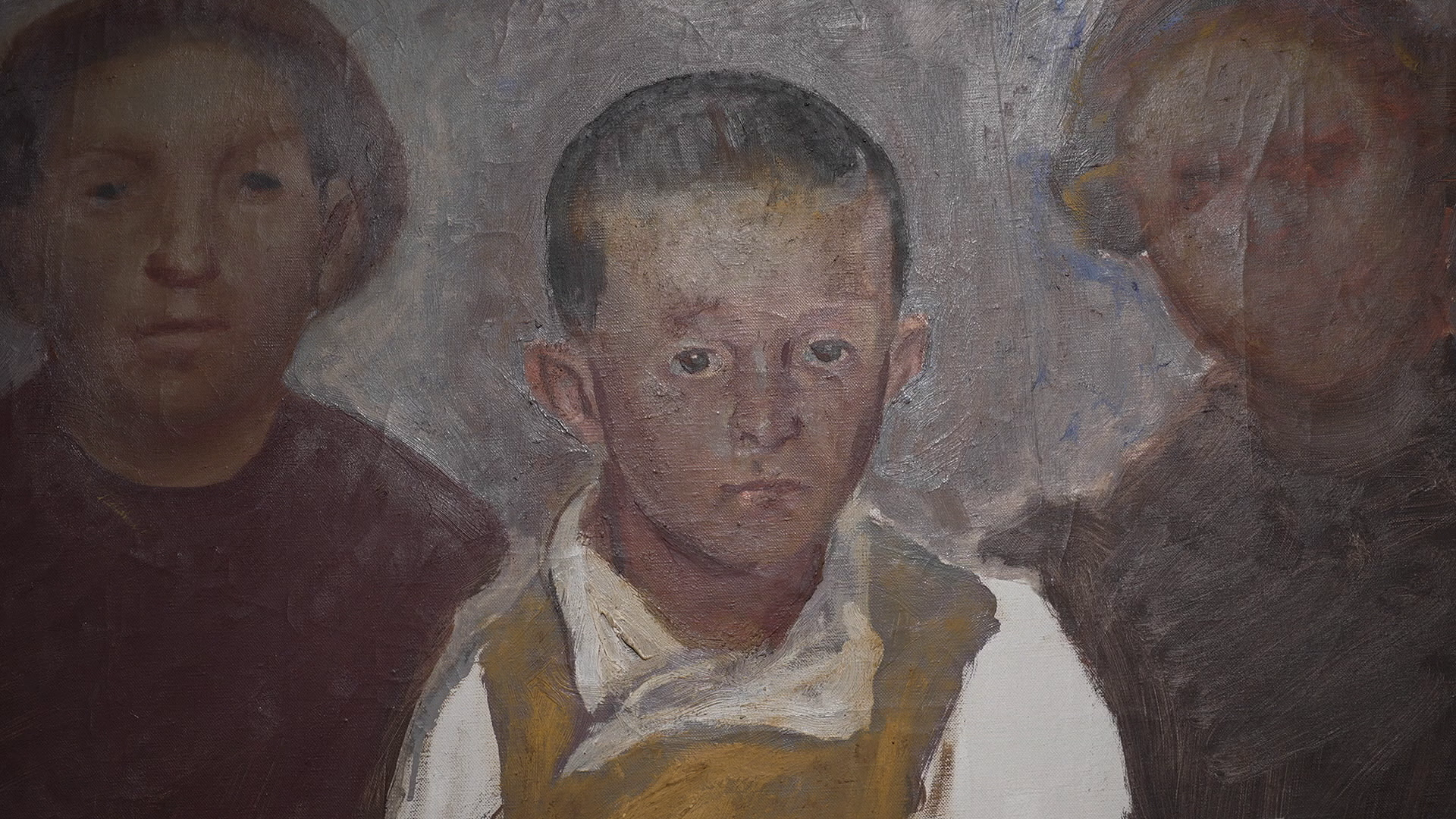
Gruppo di famiglia (dettaglio)
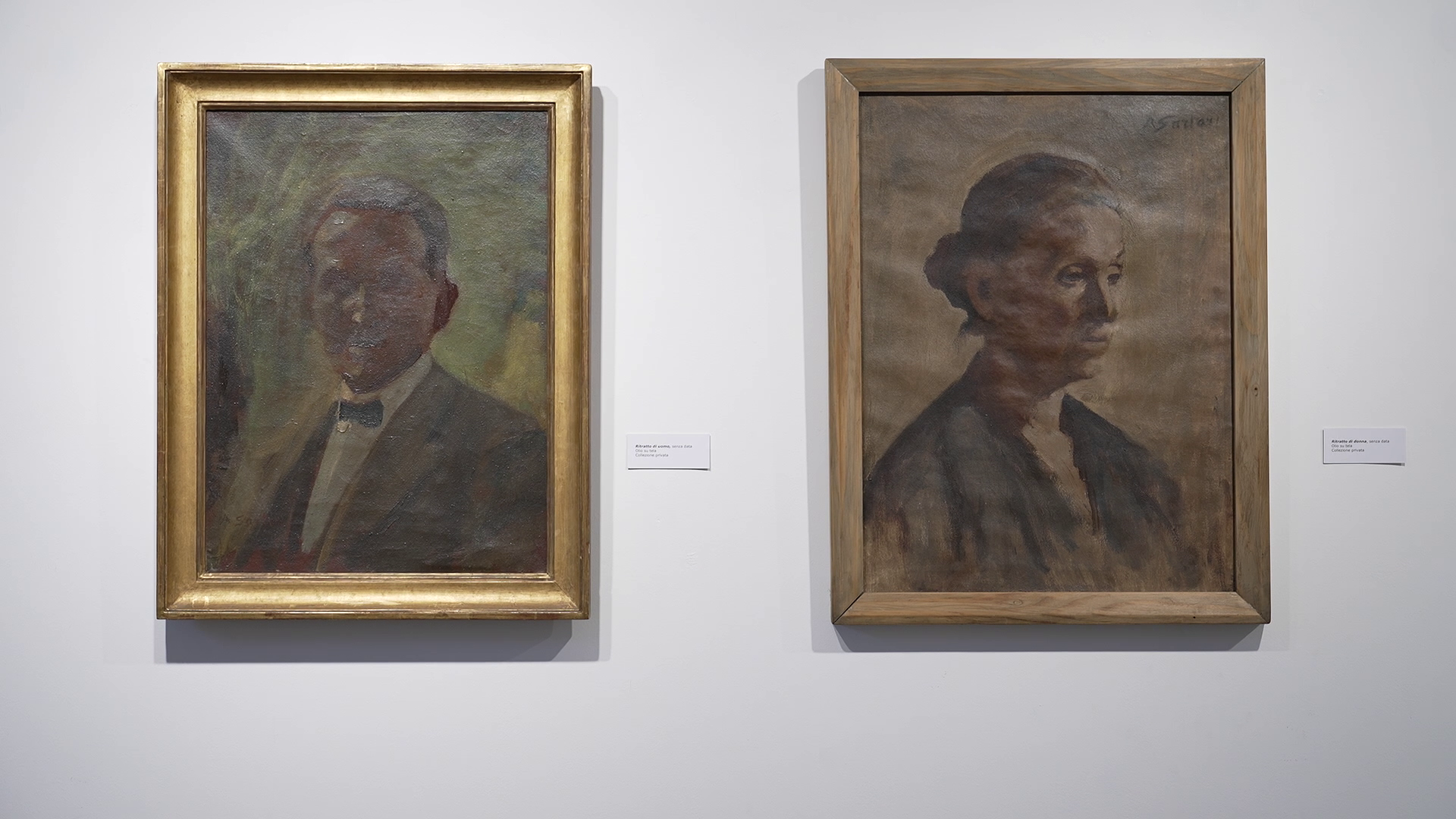
Autoritratto (sinistra) e ritratto di donna (destra)
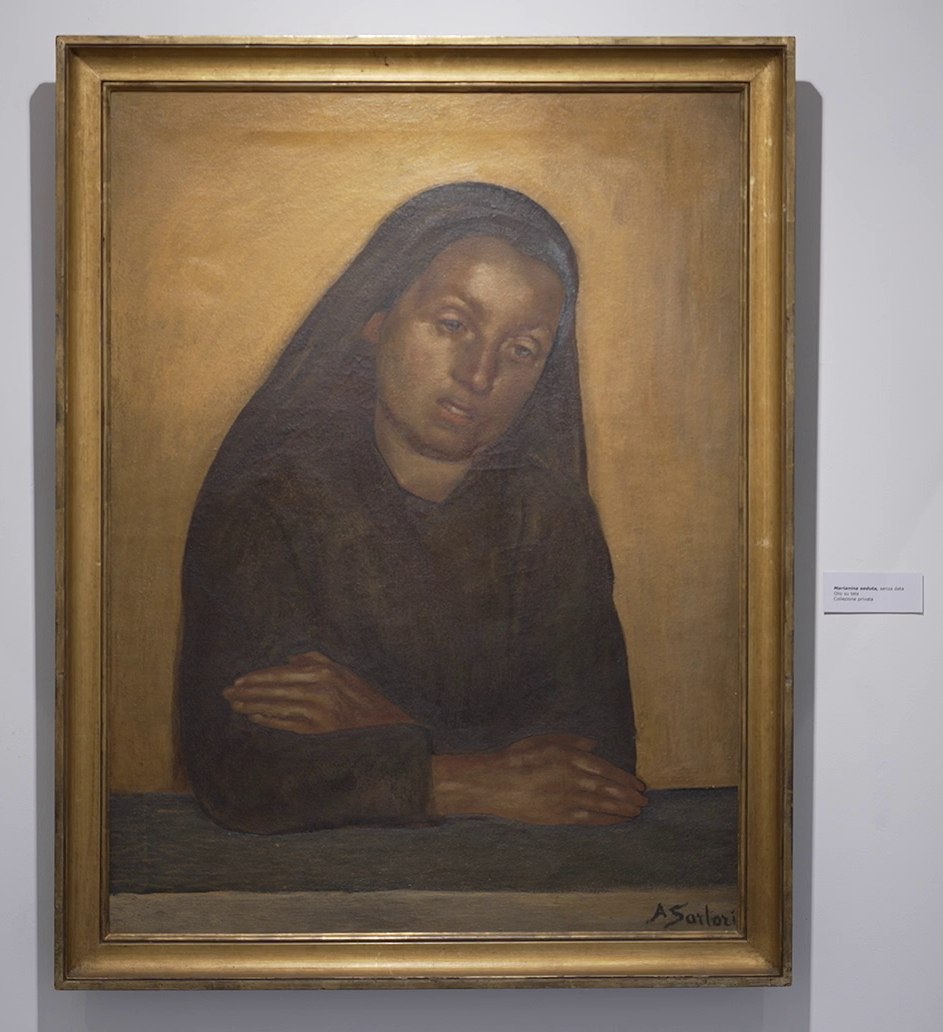
Donna dolente
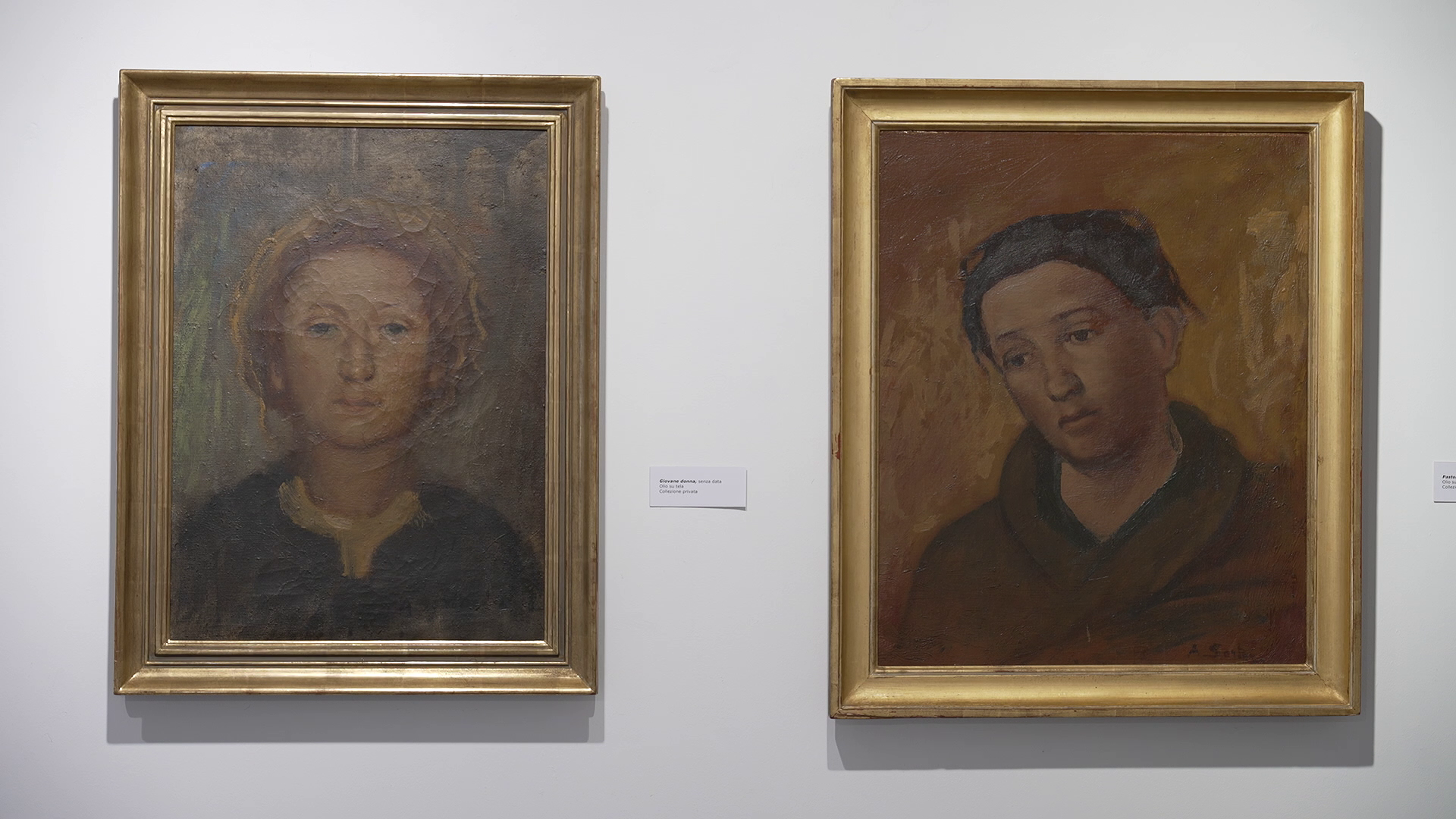
Giovane donna (sinistra) e pastorello (destra)
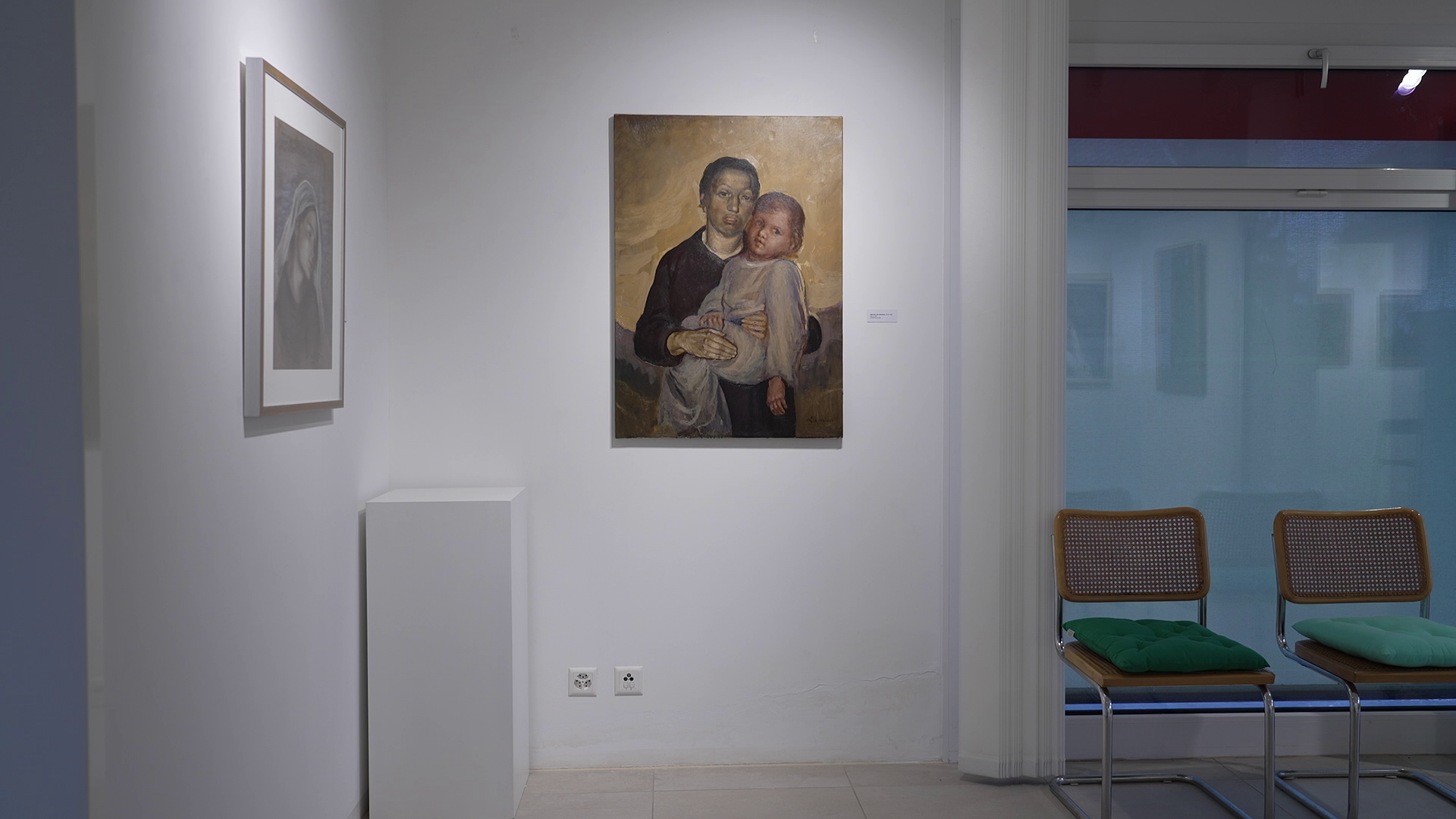
Madre e figlio
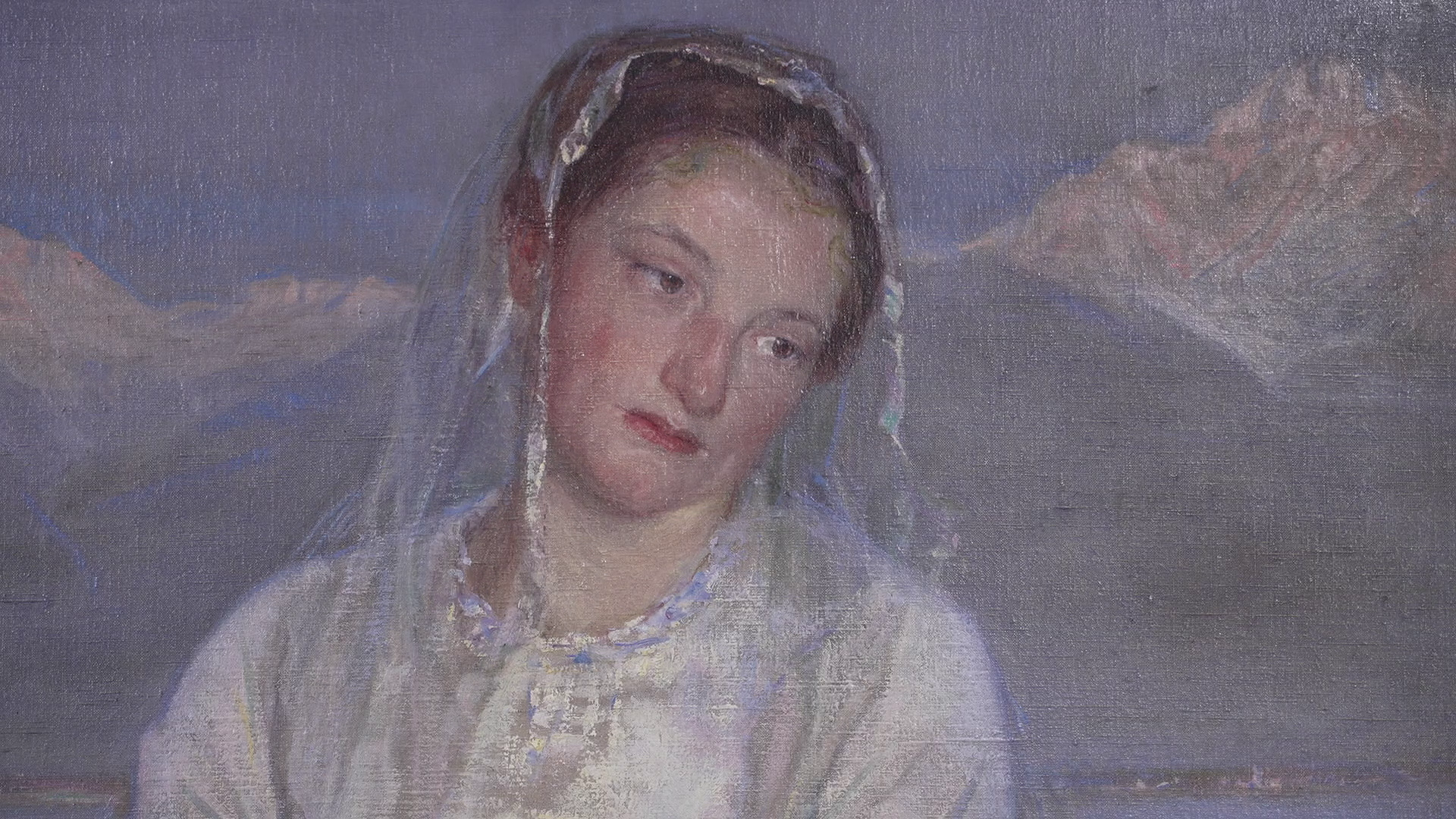
Giovane donna in barca (dettaglio)
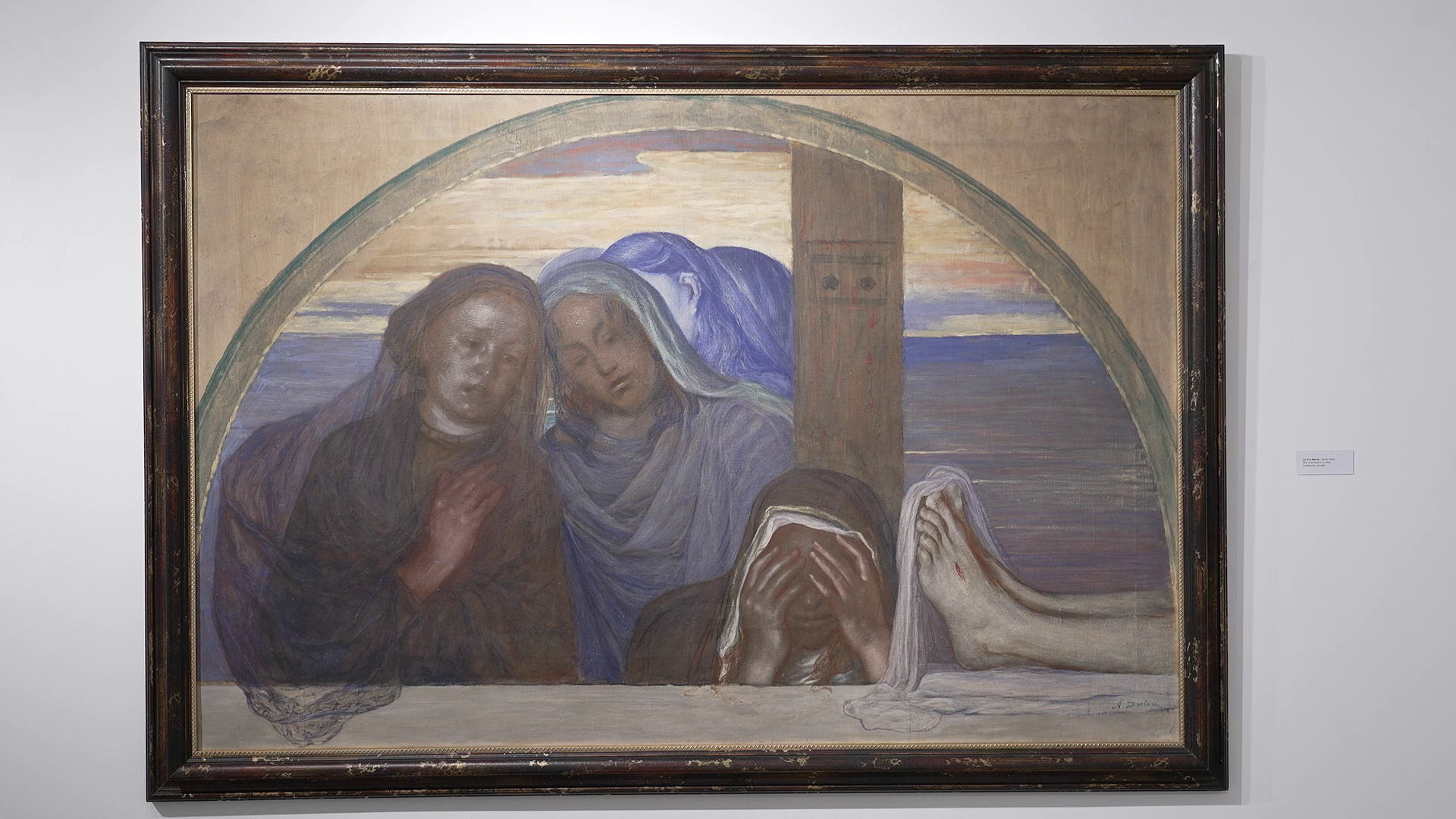
Le tre Marie
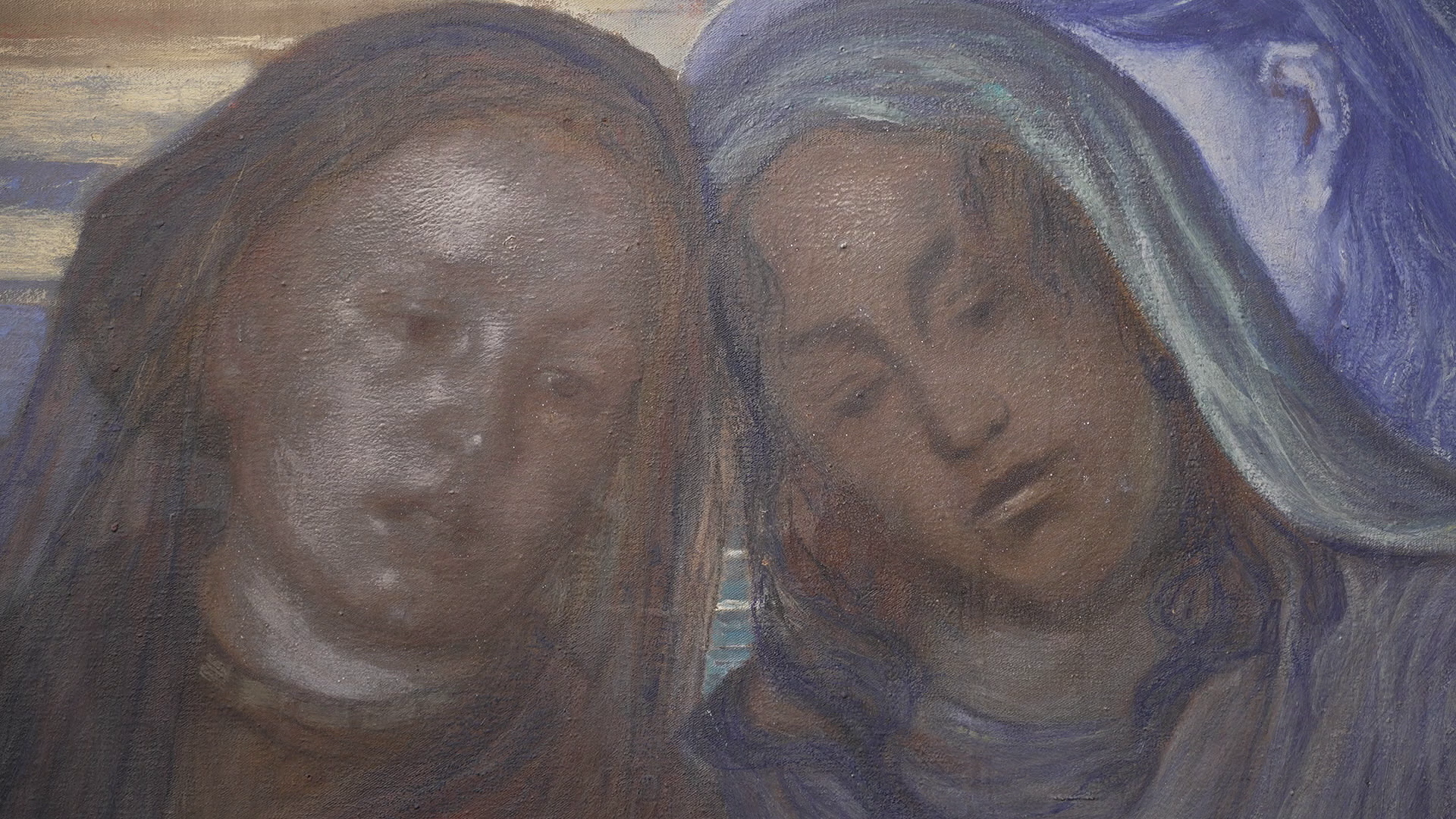
Le tre Marie (dettaglio)
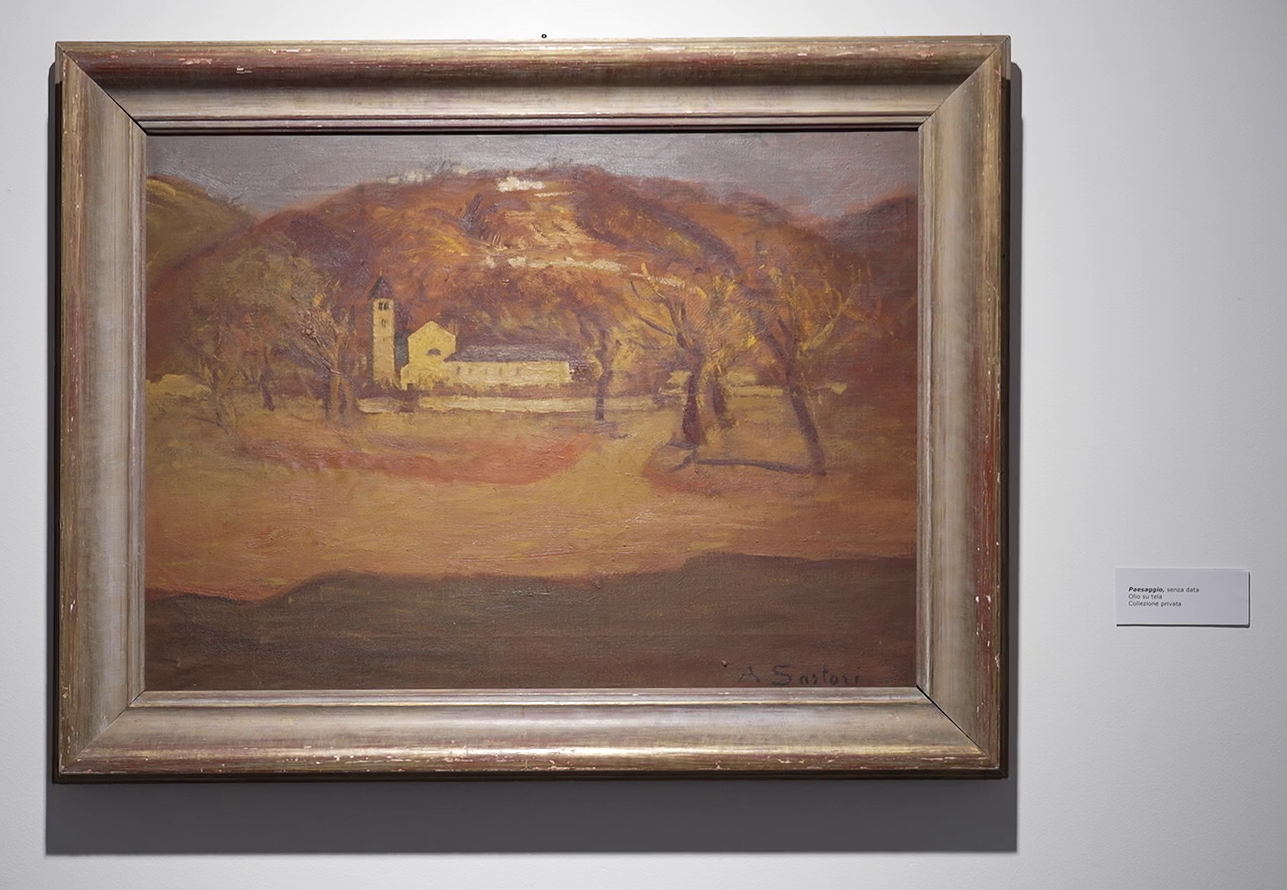
Paesaggio
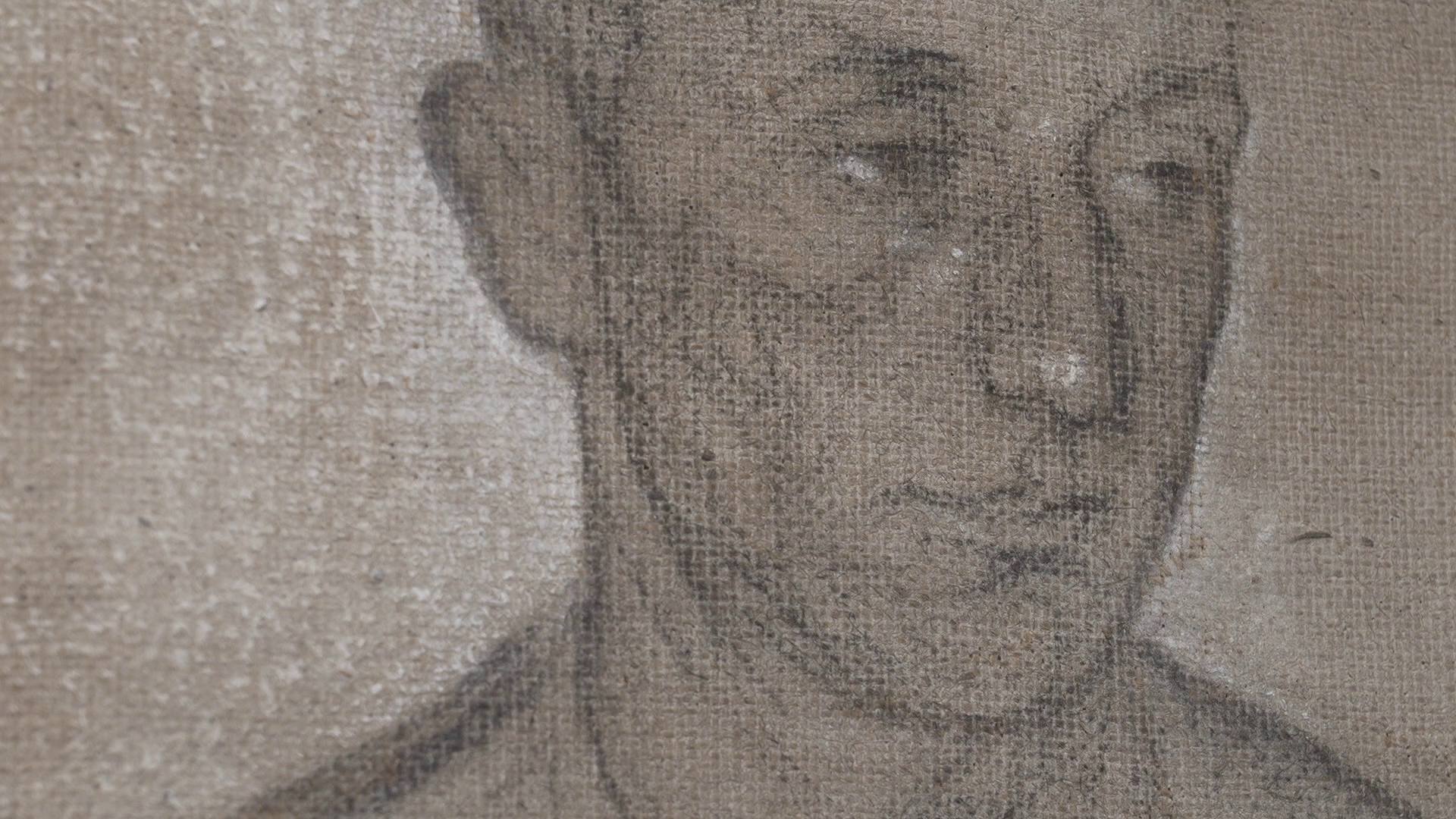
Busto di uomo (dettaglio)